# Juliette Travis
Juliette Travis is een band uit Venlo die een mix brengt van pop, soul, jazz en funk.
De band werd in 2008 geformeerd en door Baer Traa, Sjuulke Titulaer, de broers Tasilo en Nico Pieck (Touchin' Tongues). Het jaar daarop stond de band op de planken van Paradiso. Mahuwallan was niet officieel lid van de band, maar zat wel steevast achter de drums. In 2010 won de band een distributiedeal door toedoen van Ongekend Talent bij Onlinedeal.com. In januari 2012 verliet Traa de band; de leadzang werd overgenomen door zangeres Titulaer.

## Discografie

### Albums
- 2009: Juliette Travis (EP)

### Singles
- 2011: Platte Soul